# Deaux
Deaux – miejscowość i gmina we Francji, w regionie Oksytania, w departamencie Gard.
Według danych na rok 1990 gminę zamieszkiwało 390 osób, a gęstość zaludnienia wynosiła 66 osób/km² (wśród 1545 gmin Langwedocji-Roussillon Deaux plasuje się na 572. miejscu pod względem liczby ludności, natomiast pod względem powierzchni na miejscu 972.).